# Voice 3
Voice 3 (Hangul: 보이스 3; RR: Boiseu 3, también conocida como Voice 3: City of Accomplices), es una serie de televisión surcoreana transmitido del 11 de mayo del 2019 hasta el 30 de junio del 2019 a través de OCN.
La serie es la tercera temporada de la popular serie Voice (2017).

## Sinopsis
Los miembros del centro de llamadas de emergencia 112 se encuentran persiguiendo a un peligroso cartel internacional. Pronto el grupo se encuentra con la oscura web del internet.

## Reparto

#### Personajes principales[5]
| Actor                              | Personaje                                    | N.º de episodios | Notas |
| ---------------------------------- | -------------------------------------------- | ---------------- | --- |
| Lee Ha-na                          | Kang Kwon-joo                                | 16               | Es una especialista en voces, así como la líder del equipo "Golden Time" del centro de llamadas de emergencia del 112. |
| Lee Jin-wook Bae Gang-yoo (배강유) | Det. Do Kang-woo Matsuda Kosuke Woo Kang-woo | 16 14-16         | Es el líder del equipo de "Dispatch Team", Golden Time.                                                                |

### Personajes recurrentes

#### Personal del Centro de Poongsan 112 (Equipo Golden Time)
| Actor                 | Personaje    | N.º de episodios | Notas                                                                            |
| --------------------- | ------------ | ---------------- | -------------------------------------------------------------------------------- |
| Son Eun-seo           | Park Eun-soo | -                | Es una especialista en idiomas y la líder del equipo de comando del Golden Time. |
| Kim Woo-seok          | Jin Seo-yool | -                | Es un miembro del equipo Golden Time y experto forense digital.                  |
| Im Ye-eun (임예은)    | -            | -                | Es una agente del centro de llamadas del equipo Golden Time.                     |
| Kim Pan-kyum (김판겸) | -            | -                | Es una agente del centro de llamadas del equipo Golden Time.                     |

#### Personal de la Policía de Poongsan (Dispatch Team)
| Actor                 | Personaje             | Episodio donde apareció | Notas                                                                                       |
| --------------------- | --------------------- | ----------------------- | ------------------------------------------------------------------------------------------- |
| Kim Joong-ki (김중기) | Det. Park Joong-ki    | -                       | Es un detective que trabaja junto al equipo Golden Time.                                    |
| Song Boo-gun (송부건) | Det. Goo Gwang-soo    | -                       | Es un detective que trabaja junto al equipo Golden Time.                                    |
| Kim Ki-nam (김기남)   | Det. Yang Choon-byung | -                       | Es un detective de la unidad de crímenes violentos que trabaja junto al equipo Golden Time. |
| Yoo Seung-mok         | Na Hong-soo           | -                       | Es el jefe del equipo de la unidad contra crímenes violentos                                |
| Han Gab-soo (한갑수)  | Yoo Jae-cheon         | -                       | Es el comisionado de la policía de Poongsan.                                                |

#### Miembros del Dark Web (Auction Favre)
| Actor        | Personaje                   | Episodio donde apareció | Notas                                   |
| ------------ | --------------------------- | ----------------------- | --------------------------------------- |
| Kwon Yul     | Bang Je-soo                 | -                       | Es un asesino en serie.                 |
| Ahn Se-ha    | Kwak Dok-ki                 | 2-3                     | [ 8 ]                                   |
| Lee Yong-woo | Fujiyama Koichi (Wire Shun) | -                       | Es un misterioso hombre de pelo blanco. |

#### Casos

##### Do Kang-woo Kidnap Case & Hot Spring Motel Murder
| Actor                  | Personaje          | Episodio donde apareció | Notas |
| ---------------------- | ------------------ | ----------------------- | --- |
| Yang Ye-seung (양예승) | Kaneki Yukiko      | 1, 3                    | |
| Park Dong-ha (박동하)  | Det. Sakarai Ryoji | 1-3                     | Es un detective de Osaka. |
| Ryohei Otani           | -                  | 1-3                     | |
| Jung Ki-seop (정기섭)  | Suzuki Kenichi     | 1-2                     | Es el dueño del motel "Ryokan", así como el responsable del asesinato de la aplicación de viaje y la persona que publicó una película de rapé en "Auction Favre". |
| Jung Yi-seo (정이서)   | Kwon Se-young      | 1-2                     | Es la prima de Jin Seo-yool y amiga de Mi-hye. |
| Hong Seung-hee         | Mi-hye             | 1-2                     | Es la amiga de Kwon Se-young. |
| Kim Joo-ryung (김주령) | -                  | 1-2                     | Es la madre de Kwon Se-young. |

##### Pinocchio's Song
| Actor                   | Personaje                      | Episodio donde apareció | Notas                                                   |
| ----------------------- | ------------------------------ | ----------------------- | ------------------------------------------------------- |
| Lee Min-woong (이민웅)  | Go Soo-yong ("Burying Beetle") | 3-5, 7                  |                                                         |
| Ham Sung-min (함성민)   | Pyo Hyun-soo                   | 3-4                     | Es un hombre joven que fue herido cuando era más joven. |
| Kim Seung-wook (김승욱) | Song Soo-chul                  | 3-4                     |                                                         |
| Tak Teu-in (탁트인)     | Oh In-gyoon                    | 3-4                     | Es el cuidador de "Seahorse Dad's".                     |
| Yoo Ji-yeon (유지연)    | Pyo Eun-mi                     | 3-4                     | Es la madre de Pyo Hyun-soo.                            |
| Kim Ji-sung (김지성)    | Yeom Mi-jung                   | 4                       | Es la directora del hospital de animales "Eunhye".      |

##### The Secret of Sumpitan
| Actor                    | Personaje    | Episodio donde apareció | Notas                                     |
| ------------------------ | ------------ | ----------------------- | ----------------------------------------- |
| Park Myung-shin (박명신) | Chun Yoon-mi | 5-6                     |                                           |
| Carson Allen (카슨)      | Tina         | 5-6                     | Es la esposa del detective Goo Gwang-soo. |
| Kim Yannie (김야니)      | Tteuwi       | 5-6                     |                                           |

##### Oh Jin-shik's Drug
| Actor                   | Personaje      | Episodio donde apareció | Notas                                                                               |
| ----------------------- | -------------- | ----------------------- | ----------------------------------------------------------------------------------- |
| Choi Seung-yoon         | Oh Jin-shik    | 7-8                     |                                                                                     |
| Han Ki-joong (한기중)   | Oh Pil-soo     | 8-9, 11-12, 14          | Es el padre de Oh Jin-shik y el presidente del Grupo "Sung Jong".                   |
| Woo Sang-jun (우상전)   | Im Chan-ik     | 7-8                     |                                                                                     |
| Park Seung-tae (박승태) | Song Sook-ja   | 7-8                     | Es la esposa de Im Chan-ik.                                                         |
| Kim Jin-yeop (김진엽)   | Han Cho-rong   | 7-9                     | Es un antiguo compañero de clases de Park Eun-soo y el mejor hacker ético de Corea. |
| Choi Hong-il (최홍일)   | Hwang Doo-shik | 8                       |                                                                                     |

##### Unknown Surgery
| Actor                 | Personaje           | Episodio donde apareció | Notas                              |
| --------------------- | ------------------- | ----------------------- | ---------------------------------- |
| Bae Je-ki (배제기)    | Choo Dong-goo       | 9-10                    |                                    |
| Lee Yeon-doo          | Enfra. Baek Min-hee | 9-10                    | Es una enfermera.                  |
| Kim Yong-hee (김용희) | Dr. Hwang Jo-byung  | 9-10                    | Es un doctor.                      |
| Bae Ho-geun (배호근)  | Noh Goo-yeol        | 10                      | Es un vendedor de equipos médicos. |

### Otros personajes
| Actor                     | Personaje       | Episodio donde apareció | Notas                                                  |
| ------------------------- | --------------- | ----------------------- | ------------------------------------------------------ |
| Jung Tae-ya (정태야)      | Cho Young-choon | -                       | Es el Cónsul de Osaka, Japón.                          |
| Im Byung-ki (임병기)      | Makio           | -                       | Es el padre de Kaneki Yukiko y un congresista japonés. |
| Yoo Yong (유용)           | -               | -                       | Es un oficial de la policía.                           |
| Kim Hye-na (김혜나)       | -               | 16                      | Es una empleada del centro de bienestar "Osung".       |
| Kim Do-hye (김도혜)       | Fujiyama Miho   | 14-15                   |                                                        |
| Hwang Jae-yeol (황재열)   | -               | 14                      | Es el gerente del casino.                              |
| Lee Young-suk (이영석)    | Fujiyama Saburo | 12                      |                                                        |
| Kim Han-joon (김한준)     | Ha Min-hyuk     | 11                      | Es un fiscal.                                          |
| Go Han-min (고한민)       | -               | 11                      |                                                        |
| Hwang Man-ik (황만익)     | Woo Hyun-sik    | -                       |                                                        |
| Yoo Il-han (유일한)       | -               | 7-9                     | Es un personal del club noctoruno.                     |
| Jung Young-ki (오동민)    | Jung Seung-tae  | 5                       | Es un informante.                                      |
| Oh Dong-min (오동민)      | -               | 1                       | Es un oficial de la policía de Osaka.                  |
| Yoo Byung-hoon (유병훈)   | -               | 1                       | Es un agente de bienes raíces.                         |
| Lee Seo-hwan (이서환)     | -               | -                       |                                                        |
| Jo Eun-yoo (조은유)       | Gong Se-mi      | -                       |                                                        |
| Kim Jung-soo (김정수)     | -               | -                       |                                                        |
| Lee Soo-in (이수인)       | Jung            | -                       | Es un agente.                                          |
| Yoo Ji-hyuk (유지혁)      | -               | -                       | Es un detective.                                       |
| Choi Moon-kyoung (최문경) | -               | -                       | Es una reportera.                                      |
| Kim Si-eun (김시은)       | -               | -                       | Es una joven del orfanato.                             |
| Park Seong-kyun (박성균)  | -               | -                       |                                                        |
| Kim Dae-gon (김대곤)      | -               | -                       |                                                        |
| Park Geon-rak (박건락)    | -               | -                       |                                                        |
| Kim Seung-wan (김승완)    | -               | -                       | Es un oficial de la policía.                           |
| Kim Ri-woo (김리우)       | -               | -                       |                                                        |
| Yoo Sang-hoon (유상훈)    | -               | -                       |                                                        |

### Apariciones especiales
| Actor                               | Personaje                    | Episodio donde apareció | Notas                                    |
| ----------------------------------- | ---------------------------- | ----------------------- | ---------------------------------------- |
| Park Byung-eun Jo Yong-jin (조용진) | Kaneki Masayuki Woo Jong-woo | - 15-16                 | Es el esposo de Kaneki Yukiko.           |
| Tae Hang-ho (태항호)                | Jeon Chang-soo               | 12-15                   | Es la mano derecha de Kaneki Masayuki.   |
| Yoon Song-ah (윤송아)               | Goto Naomi                   | 11-12                   | Es la gerente de obras de Kaneki Yukiko. |
| Kim Ik-tae (김익태)                 | Ph. D. Sung                  | 11                      | Es un médico forense retirado.           |
| Lee Tae-ri                          | Tomoyuki                     | 2                       | Es un corredor.                          |
| Heo Sung-tae                        | -                            | 2, 6                    | Es un narcotraficante e informante.      |

## Episodios
La serie estuvo conformada por 16 episodios, los cuales fueron emitidos todos los sábados y domingos a las 22:30 (zona horaria de Corea (KST)).

### Ratings
Los números en color rojo indican las calificaciones más bajas, mientras que los números en azul indican las calificaciones más altas.
| N.º      | Fecha de emisión    | Participación promedio de audiencia | Participación promedio de audiencia |
| N.º      | Fecha de emisión    | AGB Nielsen                         | AGB Nielsen                         |
| N.º      | Fecha de emisión    | Nacional                            | Seúl                                |
| -------- | ------------------- | ----------------------------------- | ----------------------------------- |
| 1        | 11 de mayo de 2019  | 3.174%                              | 4.161%                              |
| 2        | 12 de mayo de 2019  | 4.979%                              | 6.000%                              |
| 3        | 18 de mayo de 2019  | 3.762%                              | 4.656%                              |
| 4        | 19 de mayo de 2019  | 4.477%                              | 5.835%                              |
| 5        | 25 de mayo de 2019  | 3.501%                              | 4.510%                              |
| 6        | 26 de mayo de 2019  | 5.357%                              | 6.529%                              |
| 7        | 1 de junio de 2019  | 3.862%                              | 5.357%                              |
| 8        | 2 de junio de 2019  | 4.370%                              | 5.574%                              |
| 9        | 8 de junio de 2019  | 3.972%                              | 5.149%                              |
| 10       | 9 de junio de 2019  | 4.441%                              | 5.615%                              |
| 11       | 15 de junio de 2019 | 3.445%                              | 4.643%                              |
| 12       | 16 de junio de 2019 | 4.477%                              | 5.863%                              |
| 13       | 22 de junio de 2019 | 3.885%                              | 5.392%                              |
| 14       | 23 de junio de 2019 | 4.808%                              | 5.970%                              |
| 15       | 29 de junio de 2019 | 4.054%                              | 5.509%                              |
| 16       | 30 de junio de 2019 | 5.517%                              | 6.366%                              |
| Promedio | Promedio            | 4.255%                              | 5.446%                              |

## Música
El OST de la serie estuvo conformado por 6 partes y fue distribuido por NHN Bugs:

### Parte 1
| No. | Intérpretes       | Canción          | Letra | Canción | Notas |
| --- | ----------------- | ---------------- | ----- | ------- | ----- |
| 1   | Diablo (디아블로) | "Voice" (목소리) | -     | -       | -     |
| 2   |                   | "Voice" (Inst.)  | -     | -       | -     |

### Parte 2
| No. | Intérprete    | Canción          | Letra | Canción | Notas |
| --- | ------------- | ---------------- | ----- | ------- | ----- |
| 1   | Ga Eun (가은) | "Voice" (목소리) | -     | -       | -     |
| 2   |               | "Voice" (Inst.)  | -     | -       | -     |

### Parte 3
| No. | Intérprete  | Canción        | Letra | Canción | Notas |
| --- | ----------- | -------------- | ----- | ------- | ----- |
| 1   | BLOO (블루) | "Snow" (눈 떠) | -     | -       | -     |
| 2   |             | "Snow" (Inst.) | -     | -       | -     |

### Parte 4
| No. | Intérprete | Canción              | Letra | Canción | Notas |
| --- | ---------- | -------------------- | ----- | ------- | ----- |
| 1   | Mad Clown  | "In My Head"         | -     | -       | -     |
| 2   |            | "In My Head" (Inst.) | -     | -       | -     |

### Parte 5
| No. | Intérpretes                                               | Canción                        | Letra | Canción | Notas |
| --- | --------------------------------------------------------- | ------------------------------ | ----- | ------- | ----- |
| 1   | unofficialboyy (언오피셜보이) & Bully Da Ba$tard (윤병호) | "Where's My Boy" (WMB)         | -     | -       | -     |
| 2   |                                                           | "Where's My Boy" (WMB) (Inst.) | -     | -       | -     |

### Parte 6
| No. | Intérprete                 | Canción          | Letra | Canción | Notas |
| --- | -------------------------- | ---------------- | ----- | ------- | ----- |
| 1   | Park Soo-jin ft. Young Kay | "Breath" (숨)    | -     | -       | -     |
| 2   |                            | "Breath" (Inst.) | -     | -       | -     |

## Producción
En septiembre del 2018 la cadena OCN oficialmente confirmó que la serie tendría una tercera temporada.
La serie también es conocida como "Voice 3: City of Accomplices" y fue creada por Studio Dragon.
El 15 de abril del mismo año se confirmó que la actriz Lee Ha-na regresaría a la serie por tercera vez como el personaje principal femenino. Mientras que el 11 de marzo del mismo año, se anunció que el actor Lee Jin-wook regresaría a la serie por segunda vez como el personaje principal masculino.
Fue dirigida por Nam Ki-hoon, quien contó con el apoyo del guionista Ma Jin-won (마진원).
La primera lectura de guion fue realizada en febrero del 2019 en Studio Dragon, Sangam-dong, Seúl, Corea del Sur.
La serie contó con el apoyo de la compañía de producción "KeyEast" y "Studio Dragon".